# Cis aureopubens
Cis aureopubens es una especie de coleóptero de la familia Ciidae.

## Distribución geográfica
Habita en Guadalupe (Francia).